# Viber
Viber este o multiplatformă Voice over IP (VoIP) și mesagerie instantă (IM), aplicația software este operată de către compania multinațională japoneză Rakuten, furnizată ca software gratuit pentru platformele Android, iOS, Microsoft Windows, MacOS și Linux. Utilizatorii sunt înregistrați și identificați printr-un număr de telefon mobil, deși serviciul este accesibil pe platformele desktop fără a avea nevoie de conectivitate mobilă. În plus față de messenger, permite utilizatorilor să facă schimb de media, cum ar fi imagini și înregistrări video și oferă de asemenea, un serviciu de telefonie internațională numit Viber Out. Începând cu 2018, platforma are peste un miliard de utilizatori înregistrați în rețea.
Software-ul a fost dezvoltat în 2010 de către Viber Media, care a fost cumpărat de Rakuten în 2014. Din 2017 numele său a fost Rakuten Viber. Are sediul în Luxemburg. Viber are birouri în Amsterdam, Barcelona, Brest, Londra, Manila, Minsk, Moscova, Paris, San Francisco, Singapore, Sofia, Tel Aviv și Tokyo.

## Aplicație

### Platforme
Viber a fost lansat inițial pentru iPhone pe 2 decembrie 2010. Acesta a fost lansat pe platforma Android pe 19 iulie 2012, urmat de BlackBerry și Windows Phone în 8 mai 2012, și Nokia 40, Symbian și platforma Samsung Bada pe 24 iulie 2012, moment în care aplicația a avut 90 de milioane de utilizatori.
În mai 2013, pentru Viber 3.0, a fost lansată o versiune desktop pentru Windows și macOS. În august 2013, Viber pentru Linux a fost lansat ca beta public, iar în august 2014 o versiune finală. În iunie 2016, o aplicație desktop bazată pe UWP pentru Windows 10 a fost lansată în Windows Store. Versiunile de pe desktop sunt legate cu un număr mobil Viber înregistrat de utilizator, dar pot funcționa independent ulterior. În 2015, a fost lansată o versiune pentru tableta iPad și smartwatch-ul Apple Watch.

### Caracteristici
Viber a fost inițial lansată ca o aplicație VoIP pentru apeluri vocale. La 31 martie 2011, Viber 2.0 a fost lansat, care a adăugat funcții de mesagerie instant (IM). În iulie 2012, mesageria de grup și motorul de voce HD au fost adăugate atât pentru aplicațiile Android cât și pentru iOS.
În decembrie 2012, Viber a adăugat „stickere” în aplicație. În octombrie 2013, Viber 4.0 a fost anunțată cu o „piață” de stickere în care Viber urma să vândă stickere ca sursă de venit. În plus, versiunea 4.0 a introdus capabilități push-to-talk și Viber Out, o caracteristică care oferă utilizatorilor opțiunea de a apela numere mobile și fixe prin VoIP, fără a fi nevoie de aplicație. Viber Out a devenit temporar liber în Filipine pentru a ajuta victimele Taifunului din Haiyan să se conecteze cu cei dragi.
Suportul vocal a fost adăugat oficial pentru toate dispozitivele Windows Phone 8 pe 2 aprilie 2013. În septembrie 2014, Viber 5.0 a fost lansat și a introdus apeluri video.
Apelarea în grup a fost introdusă cu versiunea 10 în februarie 2019.

### Securitate
Pe 4 noiembrie 2014, Viber a obținut 1 din 7 puncte pe „Secure Messaging Scorecard” a Electronic Frontier Foundation. Viber a primit un punct pentru criptare în timpul tranzitului, dar a pierdut puncte, deoarece comunicările nu au fost criptate cu chei la care furnizorul nu a avut acces (adică comunicațiile nu au fost criptate de la capăt la sfârșit), utilizatorii nu au putut verifica identitățile contactelor, în trecut. Mesajele nu erau sigure dacă cheile de criptare erau furate, codul nu era deschis pentru revizuire independentă (adică codul nu era open-source), designul de securitate nu era documentat corespunzător și nu există, nu a fost un audit de securitate independent recent. La 14 noiembrie 2014, EFF a schimbat scorul la Viber la 2 din 7 după ce a primit un audit de securitate externă de la Centrul de securitate avansată Ernst & Young.
La 19 aprilie 2016, cu anunțul versiunii 6.0 de la Viber, Rakuten a adăugat criptarea end-to-end la serviciile lor, dar numai pentru conversații unu la unu și grup în care toți participanții folosesc cea mai recentă versiune Viber pentru Android, iOS, Windows (Win32) sau Windows 10 (UWP). Compania a spus că protocolul de criptare a fost auditat doar intern și a promis că va efectua audituri externe „în următoarele săptămâni”. În mai 2016, Viber a publicat o imagine de ansamblu a protocolului lor de criptare, spunând că este o implementare personalizată care „folosește aceleași concepte” ca și Protocolul de semnal.

### Tehnic
Versiunea desktop Viber utilizează porturile TCP și UDP 5242, 4244, 5243, 9785 și porturile standard HTTP/HTTPS 80 și 443.